# سيسيل هيرست
سيسيل هيرست (بالإنجليزية: Cecil Hurst)‏ (و. 1870 – 1963 م) هو قانوني، وقاضي بريطاني، توفي عن عمر يناهز 93 عاماً.

## التعليم
تعلم في كلية الثالوث، كامبريدج
.